# Soundchecks 95-00
Soundchecks 95-00 är ett samlingsalbum med skabandet Liberator, utgivet 2001 på Burning Heart Records. Albumet innehåller låtar från bandets EP-skivor, B-sidor, tidigare outgivna låtar mm.

## Låtlista
1. Government spies - från EP:n Freedom fighters
2. Natural component of tears - från EP:n Freedom fighters
3. Handyman - från EP:n Freedom fighters
4. Mob sez murder - från EP:n Freedom fighters
5. Lorraine - en ofta spelad cover, inspelad live. Från BHR's Cheap shots 2
6. Film full of gore - från bandets andra demo
7. Plain stupidity - tidigare outgiven. Inspelad till albumet This is...
8. Dr. Johnson - B-sida på singeln Tell me tell me.
9. Girls I've had - från EP:n Carefully blended
10. The end - från EP:n Carefully blended
11. Youth of today - från EP:n Carefully blended
12. Waste of time - från EP:n Carefully blended
13. The world's finest war - från EP:n Carefully blended
14. Does your mother know - en Abba-cover, från singeln Kick de bucket
15. Christina - singelversionen med en extra vers
16. Good old days (were bad) - B-sida på Christina-singeln. Inspelad till albumet Worldwide delivery
17. Nervous breakdown - från ska/punk-samlingsskivan Skandinavian Dance Craze
18. Hurts so good - B-sida från singeln Everybody wants it all
19. Malmö FF - supporterversion av låten Liberator, där texten bytts ut. Från skivan Mama take me home to Malmö